# Basquetebol em cadeira de rodas nos Jogos Paralímpicos de Verão de 2020
As competições de basquetebol em cadeira de rodas nos Jogos Paralímpicos de Verão de 2020 foram disputadas entre 25 de agosto e 5 de setembro de 2021 no Musashino Forest Sport Plaza e na Ariake Arena, no Tóquio, Japão. Foram cerca de 264 atletas, divididos em 12 equipes masculinas e 10 equipes femininas.
Os Jogos Olímpicos e Paralímpicos de Verão de 2020 foram adiados para 2021 devido à pandemia de COVID-19, mas a marca Tóquio 2020 foi mantida.

## Participantes

### Masculino
| Método de qualificação               | Data                                 | Sede        | Vagas | Qualificados                                          | Ref.  |
| ------------------------------------ | ------------------------------------ | ----------- | ----- | ----------------------------------------------------- | ----- |
| Campeonato Africano de 2020          | 1–7 de março de 2020                 | Joanesburgo | 1     | ALG Argélia                                           | [ 2 ] |
| Campeonato Asiático-Oceânico de 2019 | 29 de novembro–7 de dezembro de 2019 | Pattaya     | 3     | AUS Austrália IRN Irã KOR Coreia do Sul               | [ 3 ] |
| Campeonato Europeu de 2019           | 28 de agosto–9 de setembro de 2019   | Wałbrzych   | 4     | GER Alemanha ESP Espanha GBR Grã-Bretanha TUR Turquia | [ 4 ] |
| Jogos Parapan-Americanos de 2019     | 23 de agosto–1 de setembro de 2019   | Lima        | 3     | USA Estados Unidos CAN Canadá COL Colômbia            |       |
| País-sede                            | 7 de setembro de 2013                | Lima        | 1     | JPN Japão                                             |       |

### Feminino
| Método de qualificação               | Data                                 | Sede        | Vagas | Qualificados                                                | Ref.  |
| ------------------------------------ | ------------------------------------ | ----------- | ----- | ----------------------------------------------------------- | ----- |
| Campeonato Africano de 2020          | 1–7 de março de 2020                 | Joanesburgo | 1     | ALG Argélia                                                 | [ 2 ] |
| Campeonato Asiático-Oceânico de 2019 | 29 de novembro–7 de dezembro de 2019 | Pattaya     | 2     | AUS Austrália CHN China                                     | [ 5 ] |
| Jogos Parapan-Americanos de 2019     | 23 de agosto–1 de setembro de 2019   | Lima        | 2     | USA Estados Unidos CAN Canadá                               | [ 6 ] |
| Campeonato Europeu de 2019           | 29 de junho–7 de julho de 2019       | Roterdão    | 4     | GER Alemanha ESP Espanha GBR Grã-Bretanha NED Países Baixos | [ 7 ] |
| País-sede                            | 7 de setembro de 2013                | Lima        | 1     | JPN Japão                                                   |       |

## Medalhistas
| Evento               | Ouro               | Prata     | Bronze             |
| -------------------- | ------------------ | --------- | ------------------ |
| Masculino (Detalhes) | USA Estados Unidos | JPN Japão | GBR Grã-Bretanha   |
| Feminino (Detalhes)  | NED Países Baixos  | CHN China | USA Estados Unidos |